# Xã Mantua, Quận Portage, Ohio
Xã Mantua (tiếng Anh: Mantua Township) là một xã thuộc quận Portage, tiểu bang Ohio, Hoa Kỳ. Năm 2010, dân số của xã này là 4.811 người.